# Wojciech Grochowalski
Wojciech Stanisław Grochowalski (ur. 20 kwietnia 1958) – polski historyk, wydawca i publicysta.

## Życiorys
Wojciech Grochowalski jest członkiem oddziału warszawskiego Stowarzyszenia Dziennikarzy Polskich (od 2022), Stowarzyszenia Żołnierzy Kresowych Armii Krajowej „Wiano”, Ich Rodzin i Przyjaciół (od 2018). W latach 2006–2019 pełnił funkcję sekretarza generalnego Międzynarodowej Fundacji Muzycznej im. Artura Rubinsteina w Łodzi, której jest pomysłodawcą, a od 2010 jest także prezesem. Ponadto jest założycielem Fundacji „Kultury i Biznesu”, którego jest redaktorem naczelnym i wydawcą - wydaje książki oraz czasopismo „Kultura i Biznes”. Jest dyrektorem festiwalu Rubinstein Piano Festival.

## Ordery i odznaczenia
- Krzyż Kawalerski Orderu Odrodzenia Polski (15 listopada 2013)[6]
- Srebrny Medal „Zasłużony Kulturze Gloria Artis” (1 grudnia 2011)[7]
- Medal Pro Publico Bono im. Sabiny Nowickiej (2009)[8]
- Odznaka „Za Zasługi dla Miasta Łodzi” (1995)[9]

## Nagrody
- Nagroda Miasta Łodzi (2016)[10]